# Pont Columbia-Wrightsville
Le pont Columbia-Wrightsville aussi appelé "The mile-long Veterans Memorial Bridge" est un pont traversant le fleuve Susquehanna, en Pennsylvanie (États-Unis). Cinq autres ponts ont déjà existé à cet endroit. Le premier, construit en 1814, mesurait 1 524 mètres de long, en faisant l'un des plus longs ponts couverts ayant jamais existé, plus long que le pont de Hartland. Il a été détruit en 1863 durant la guerre de Sécession.
Il relie les villes de Columbia et Wrightsville depuis 1930.
Le pont est inscrit au Registre national des lieux historiques et est un monument historique national du génie civil.
Il porte la Pennsylvania Route 462 et la BicyclePA Route S.
Faisant partie de l'historique Lincoln Highway transcontinentale, il est considéré comme le pont en béton à arches multiples le plus long du monde.